# Brandon Dickson
Pour les articles homonymes, voir Dickson.
Brandon Lee Dickson (né le 3 novembre 1984 à Montgomery, Alabama, États-Unis) est un lanceur droitier des Ligues majeures de baseball.

## Carrière
Brandon Dickson signe son premier contrat professionnel en 2006 avec les Cardinals de Saint-Louis.
Il obtient sa première chance dans le baseball majeur pendant la saison 2011 lorsque les Cardinals libèrent le lanceur Ryan Franklin, laissant un poste vacant dans l'effectif. Lanceur partant dans les ligues mineures, c'est comme releveur que Dickson fait ses débuts pour Saint-Louis le 2 juillet 2011 dans un match face aux Rays de Tampa Bay.